# Erik Larsson (journalist)

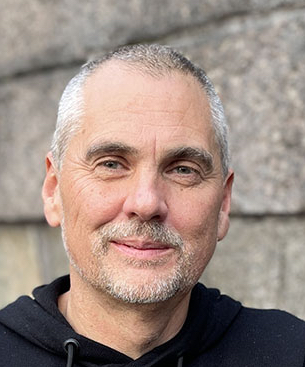

Erik Larsson, född 19 maj 1969 i Uppsala, är en svensk journalist. 
Erik Larsson är sedan den 15 november 2021 chefredaktör för tidningen OmVärlden. Han har tidigare varit redaktör för Arbetet Global, tidningen Arbetets utrikessajt, som han startade 2015 tillsammans med journalisten Erik de la Reguera. Innan dess jobbade han bland annat som utrikesreporter/EU-reporter på tidningen Arbetet. Sedan maj 2023 är han ordförande för den svenska sektionen av Reportrar utan gränser. 